# Rio Marituba
Rio Marituba är ett vattendrag i Brasilien.   Det ligger i delstaten Alagoas, i den östra delen av landet, 1 400 km öster om huvudstaden Brasília.
Omgivningarna runt Rio Marituba är en mosaik av jordbruksmark och naturlig växtlighet. Runt Rio Marituba är det ganska tätbefolkat, med 72 invånare per kvadratkilometer.